# Omloop van het Waasland 1992
 De 28e editie van de Belgische wielerwedstrijd Omloop van het Waasland vond plaats op 15 maart 1992. De start en finish vonden plaats in Kemzeke. De winnaar was Fabrice Naessens, gevolgd door Patrick Van Roosbroeck en Jan Van Camp.

## Uitslag
| Omloop van het Waasland 1992 |                        |                              |          |
| Plaats                       | Naam                   | Ploeg                        | Tijd     |
| Winnaar                      | Fabrice Naessens       | Lotto                        | 4u27'00" |
| 2                            | Patrick Van Roosbroeck | La William-Duvel             | z.t.     |
| 3                            | Jan Van Camp           | Assur Carpets-Willy Naessens | z.t.     |

1965 · 1966 · 1967 · 1968 · 1969 · 1970 · 1971 · 1972 · 1973 · 1974 · 1975 · 1976 · 1977 · 1978 · 1979 · 1980 · 1981 · 1982 · 1983 · 1984 · 1985 · 1986 · 1987 · 1988 · 1989 · 1990 · 1991 · 1992 · 1993 · 1994 · 1995 · 1996 · 1997 · 1998 · 1999 · 2000 · 2001 · 2002 · 2003 · 2004 · 2005 · 2006 · 2007 · 2008 · 2009 · 2010 · 2011 · 2012 · 2013 · 2014 · 2015 · 2016 · 2017 · 2018 · 2019 · 2020 · 2021 · 2022 · 2023 · 2024